# Мельна

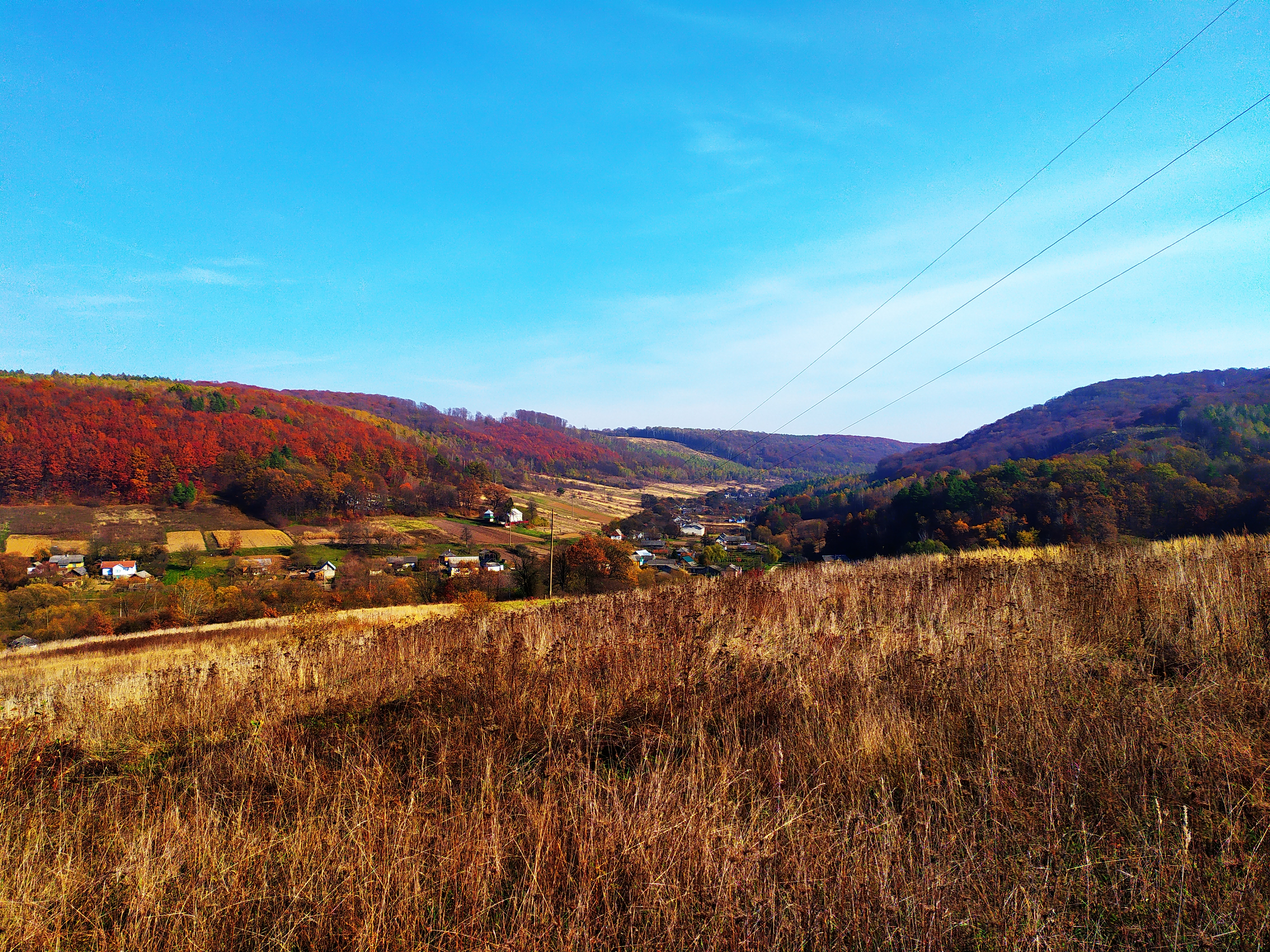

Ме́льна — село в Україні, у Рогатинській міській громаді Івано-Франківського району Івано-Франківської області. 
Мальовниче село на півночі Івано-Франківського району. Розташоване поміж лісистих пагорбів.

## Історія
У 1939 році в селі проживало 820 мешканців (780 українців, 30 латинників, 10 євреїв).
У 1940-ві роки жителі села активно брали участь у національно-визвольній боротьбі. Неподалік Мельни розташована Золота Поляна — місце дислокації воїнів УПА. Нині є багато книжок про воїнів УПА, які згадують це село в своїх розповідях. 
12 червня 2020 року, відповідно до Розпорядження Кабінету Міністрів України  № 714-р «Про визначення адміністративних центрів та затвердження територій територіальних громад Івано-Франківської області», увійшло до складу Рогатинської міської громади.
19 липня 2020 року, в результаті адміністративно-територіальної реформи та ліквідації Рогатинського району, село увійшло до складу новоутвореного Івано-Франківського району.

## Сучасність
На даний час це село пенсіонерів з жахливою дорогою та чудовим лісовим повітрям.

### Церква
На пагорбі в центрі села і досі діє невелика церква. 

### Пам'ятники
- статуя Матері Божій, яку мешканці села поставили в центральній частині населеного пункту над джерелом з питною водою.
- пам'ятний хрест поставлений до дня незалежності України біля будинку колишньої початкової школи.
- статуя Матері Божій неподалік в'їзду в село з північного боку.
- статуя на території колишнього панського маєтку Кшеновських. Фото статуї представлене в галереї. Одні місцеві жителі вказую на те, що це статуя Святого Антонія, а інші, що це постамент Матері Божій. По суті, ця скульптура знаходиться в межах лісу в доволі хорошому стані (при цьому інших помітних згадок колишнього панського господарства до наших днів не збереглося).

## Відомі люди
- Стахів Остап Миколайович — бандурист.

## Галерея

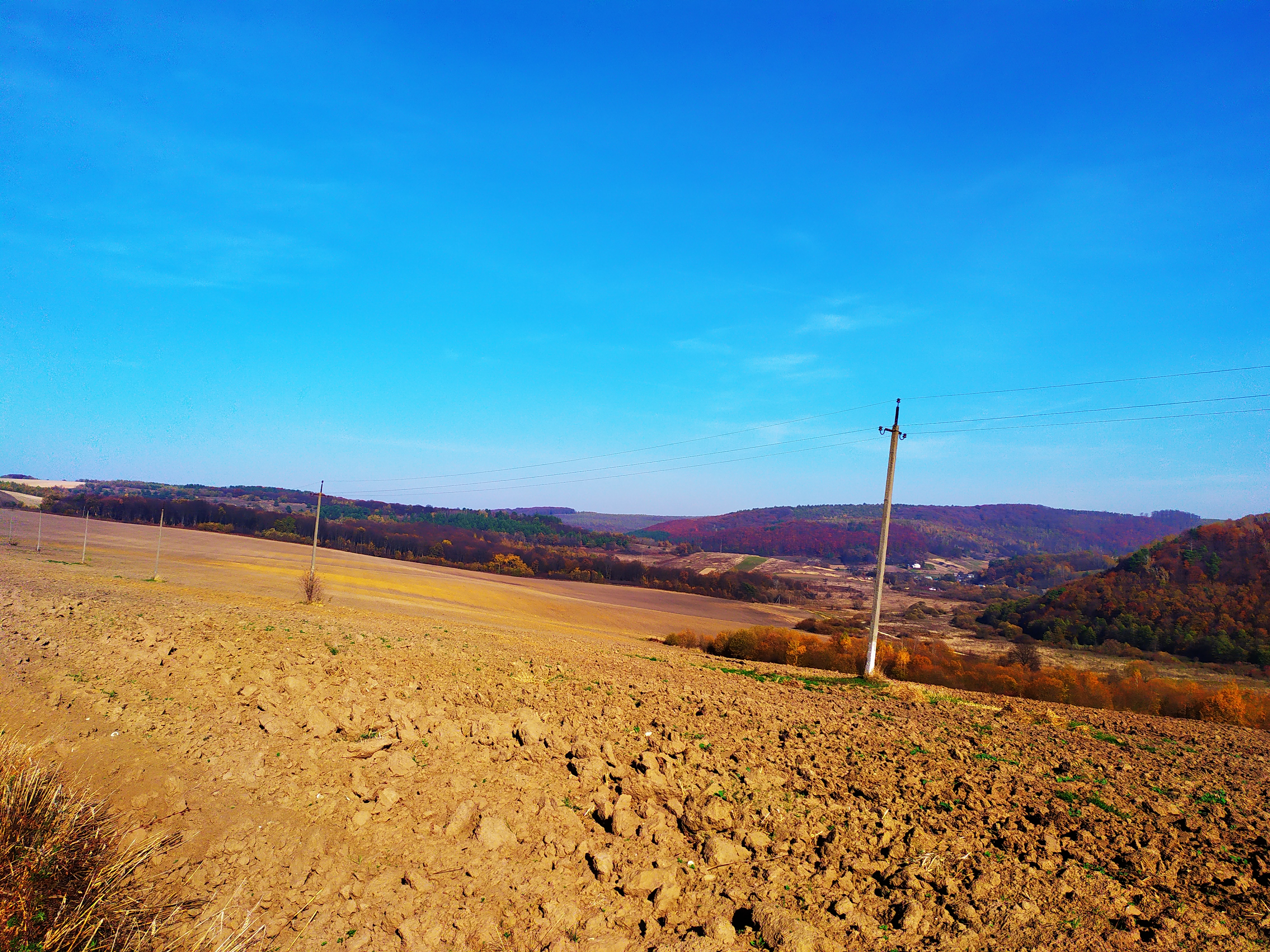
Вид на село зі сторони Виспи
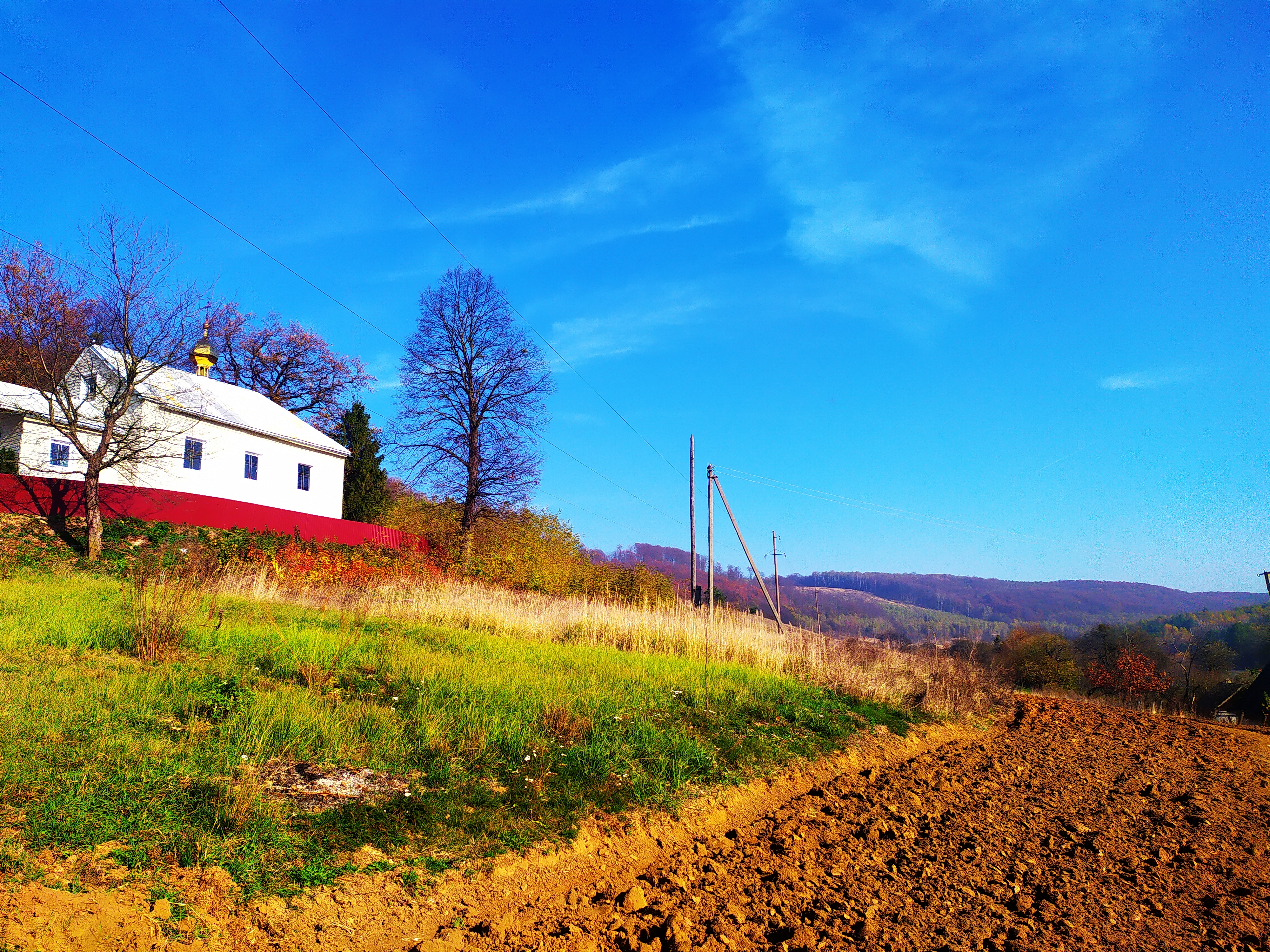
Церква
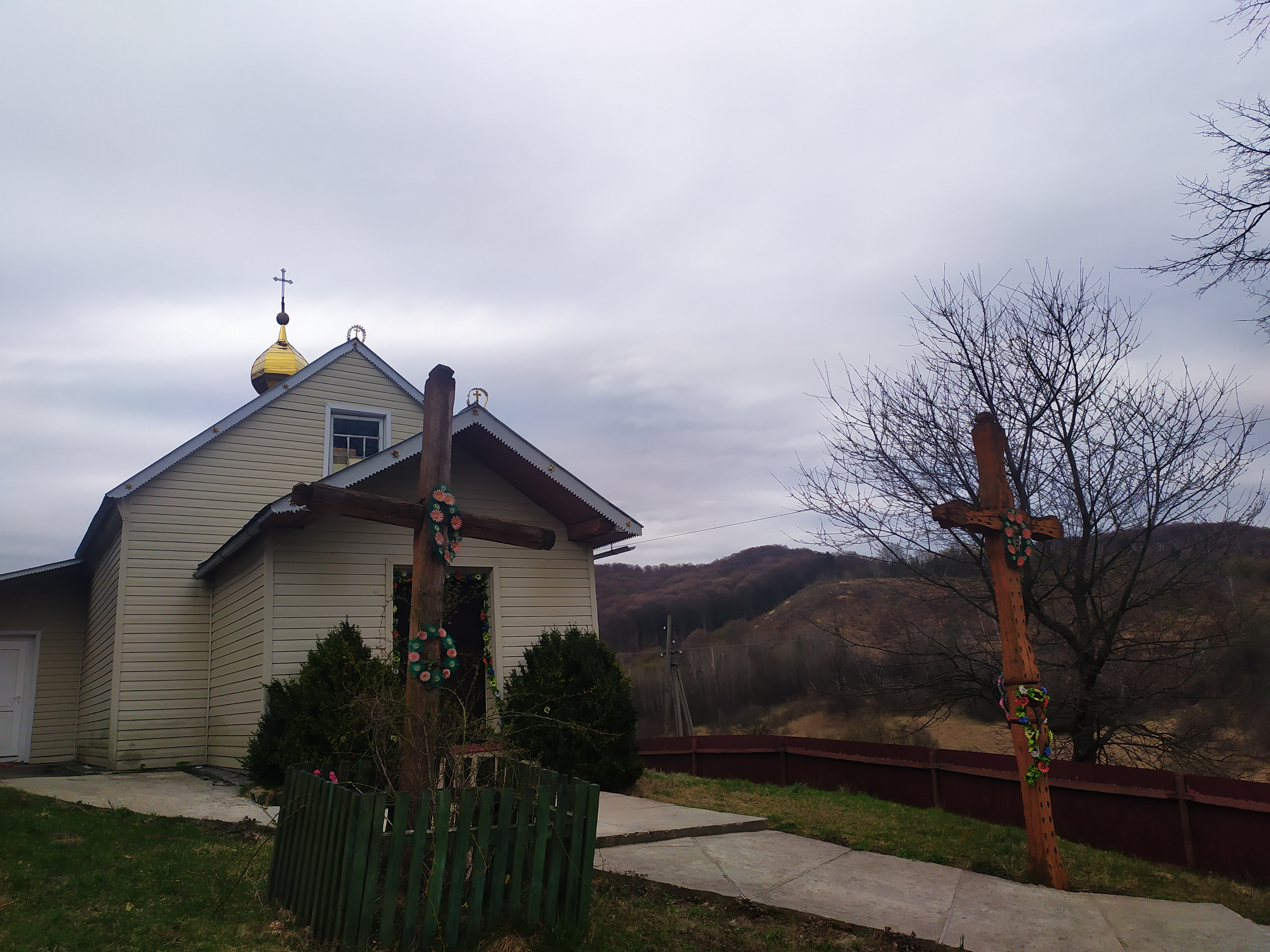
Церква
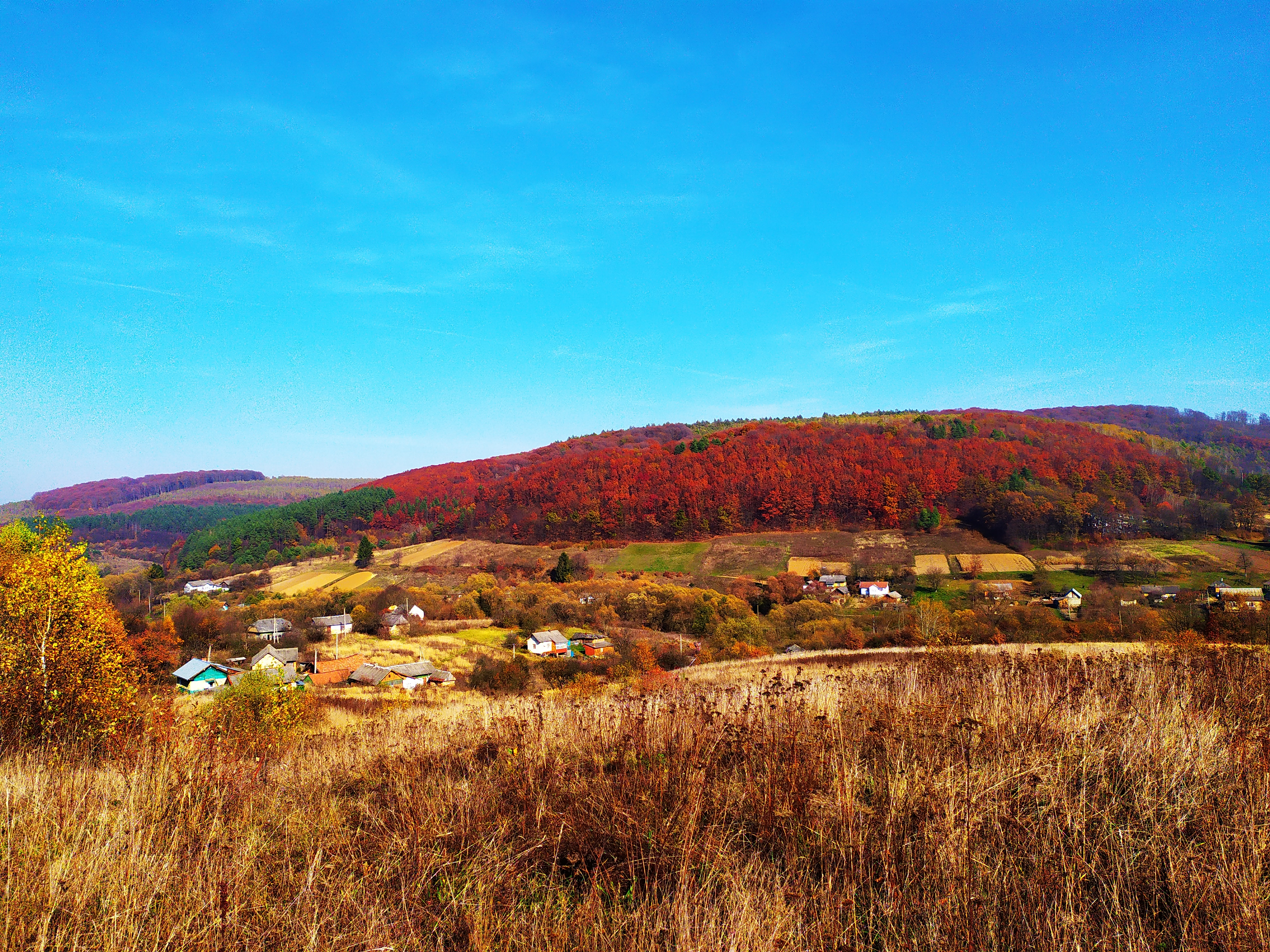
Пейзаж
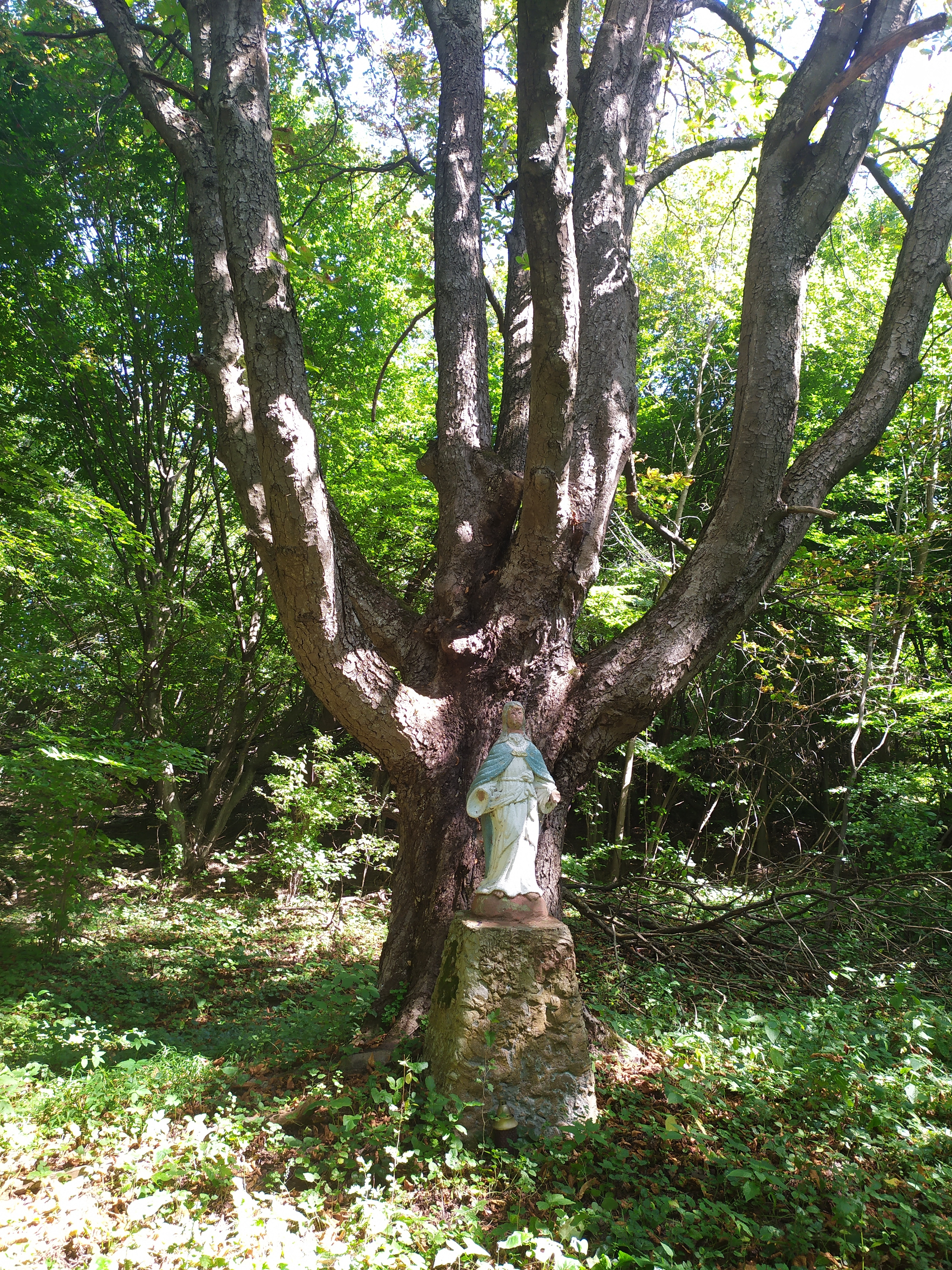
статуя
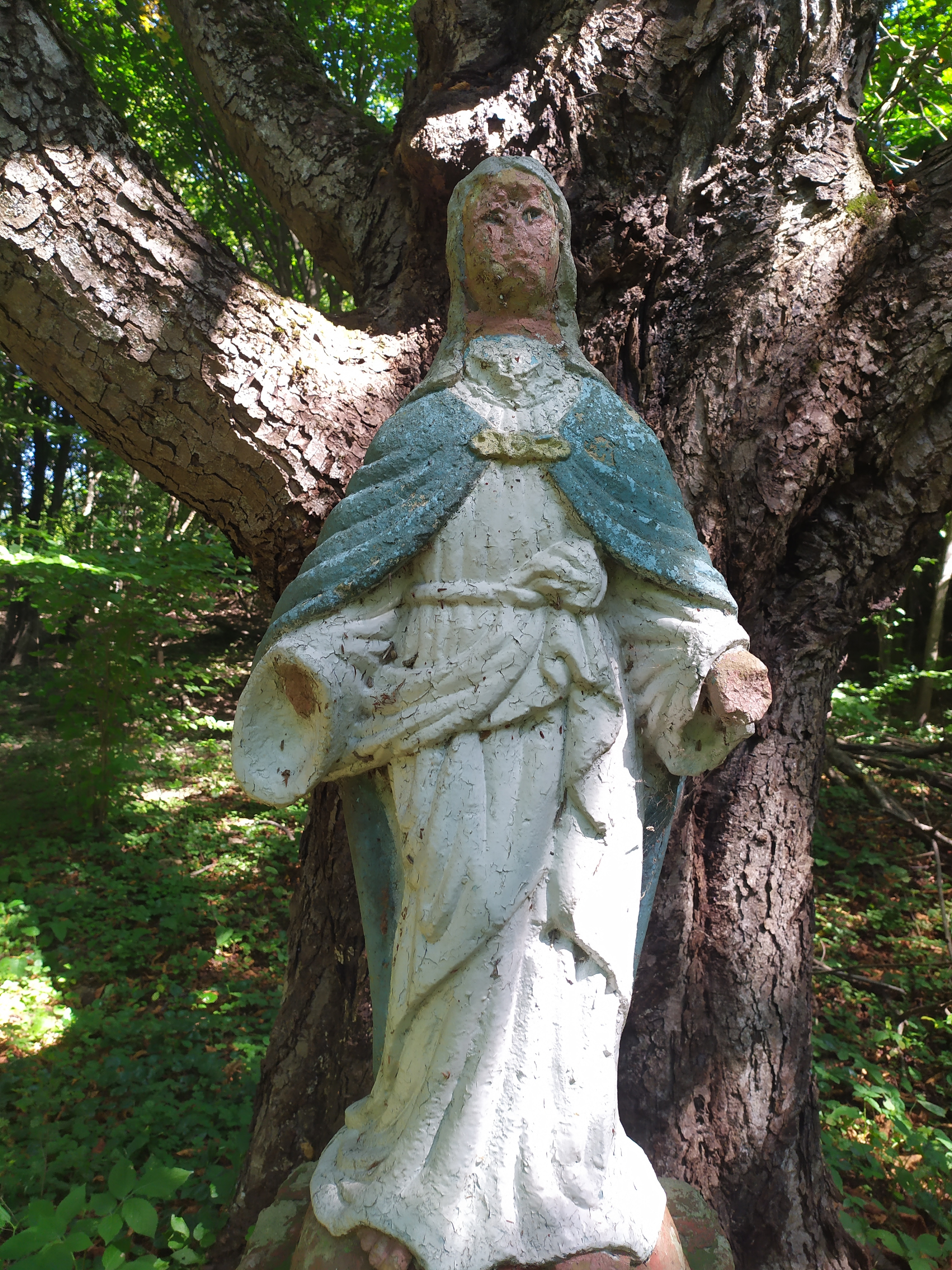
статуя.
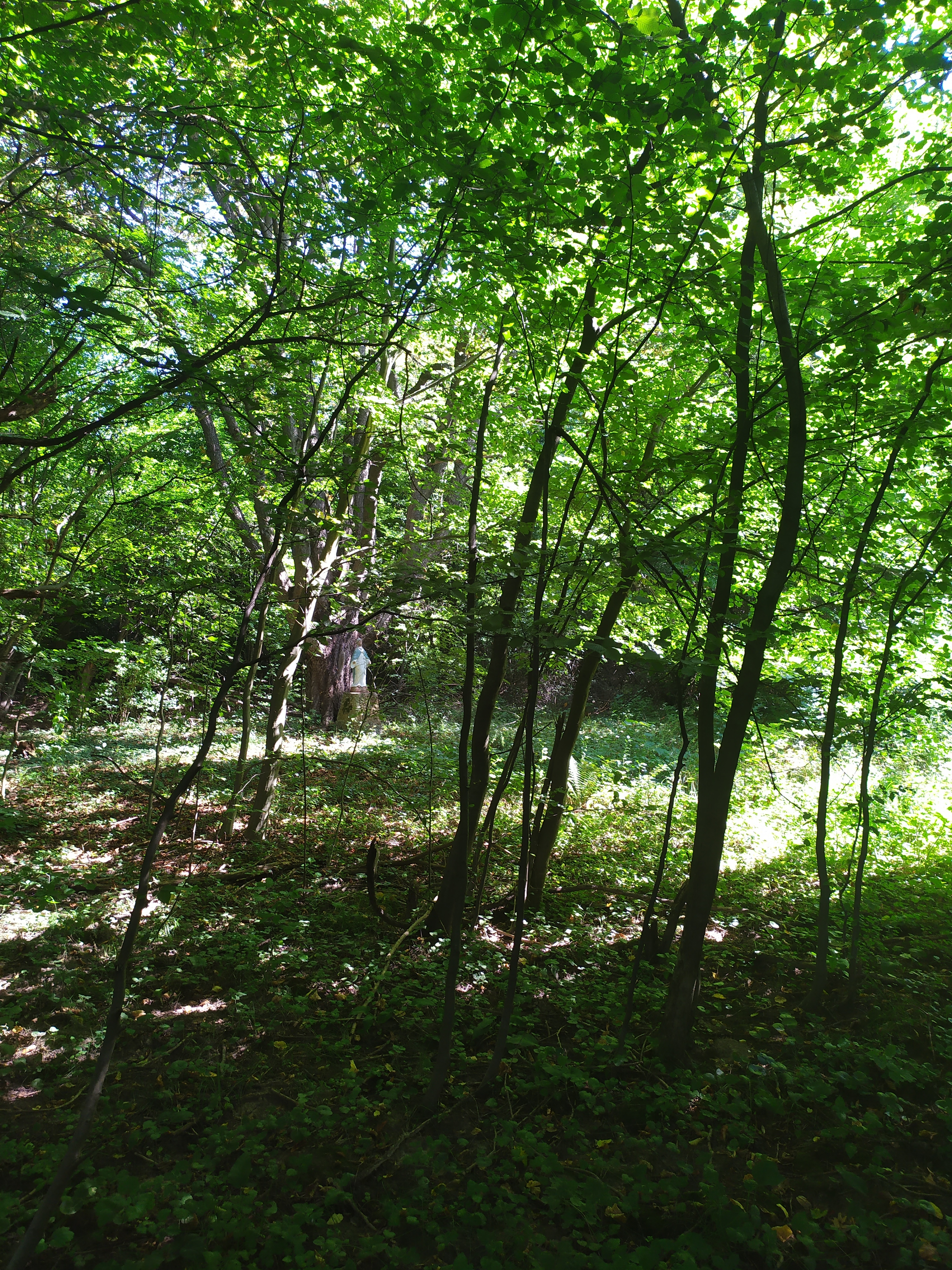
статуя*